# Kamajors
Kamajors är en grupp av traditionella jägare från Mendefolket i södra och östra Sierra Leone, mestadels från Bo-distriktet. Under inbördeskriget i Sierra Leone ingick Kamajors i regeringens säkerhetsstyrkor under namnet Civil Defence Forces (CDF) åren 1998 till 2002. Åsikterna om Kamajors medverkan i kriget är tudelad; "för vissa var de hjältar som riskerade sina liv för den demokratiskt valda regeringen; för andra var de en brutal stammilis och krigsprofitörer". Ledarskapet för CDF kom senare att åtalas inför Specialdomstolen för Sierra Leone för handlingar begångna i samband med inbördeskriget i Sierra Leone.